# Andrena mediocalens
Andrena mediocalens là một loài Hymenoptera trong họ Andrenidae. Loài này được Cockerell mô tả khoa học năm 1931.